# Пурлево
Пурлево — деревня в Гаврилов-Ямском районе Ярославской области России. Входит в состав Кузовковского сельского округа Великосельского сельского поселения.

## География
Деревня находится в юго-восточной части области, в зоне хвойно-широколиственных лесов, на левом берегу реки Которосли, вблизи места впадения в неё реки Туровки, на расстоянии примерно 5 километров (по прямой) к юго-западу от города Гаврилов-Ям, административного центра района. Абсолютная высота — 95 метров над уровнем моря.

### Климат
Климат характеризуется как умеренно континентальный, с умеренно холодной зимой и относительно тёплым летом. Среднегодовая температура воздуха — 3 — 3,5 °C. Средняя температура воздуха самого холодного месяца (января) — −13,3 °C; самого тёплого месяца (июля) — 18 °C. Вегетационный период длится около 165—170 дней. Годовое количество атмосферных осадков составляет 500—600 мм, из которых большая часть выпадает в тёплый период.

### Часовой пояс
Пурлево, как и вся Ярославская область, находится в часовой зоне МСК (московское время). Смещение применяемого времени относительно UTC составляет +3:00.

## Население
| 2007 | 2010 |
| ---- | ---- |
| 9    | →9   |

### Национальный состав
Согласно результатам переписи 2002 года, в национальной структуре населения русские составляли 100 % из 10 чел.

Данные переписи 1897 года

По данным переписных листов, в 1897 году в деревне Пурлево проживали 216 человек: 113 мужчин и 103 женщины. Из мужчин были грамотными 62%, из женщин - всего 8%. 
По роду занятий, помимо земледелия, многие жители занимались рыбной ловлей (6), извозом, работали на ткацкой фабрике, белильном заводе. 
3 дома принадлежали семье Усковых, 6 - Красновым, 5 - Емелиным.
В деревне был свой белильный завод, принадлежавший К.А. Холопову, и белильное заведение Щукина.